# John G. Bennett
John G. Bennett (John Godolphin Bennett; * 8. Juni 1897 in London; † 13. Dezember 1974 in Sherborne, Gloucestershire) war ein britischer Mathematiker, Philosoph, Autor und spiritueller Lehrer. Er arbeitete zeitweilig als Leiter der Forschungsanstalt der britischen Kohleindustrie (British Coal Utilisation Research Association; 1938 bis etwa 1941). Bennetts Beruf als Naturwissenschaftler (u. a. publizierte er 1949 einen Beitrag zur Einheitlichen Feldtheorie) bildete auch einen prägenden Hintergrund für die spirituelle Arbeit.
Sein Leben und sein Werk waren seit einer Begegnung 1920 wesentlich mit Georges I. Gurdjieff (1866?–1949) und dessen System des Vierten Weges verbunden. 1946 gründete Bennett eine eigene Gruppe in Coombe Springs bei London unter dem Namen Institute for the Comparative Study of History, Philosophy and the Sciences. Bennett sah sich nach Gurdjieffs Tod inspiriert, nach dem inneren Muster der Spiritualität und darüber hinaus nach den Quellen des wirklichen Wissens zu suchen. Er nahm Kontakt mit weiteren Lehrern auf, u. a. Maharishi Mahesh Yogi, dem Begründer der Transzendentalen Meditation sowie Reshad Feild, einem westlich orientierten Sufi-Lehrer und Atemtherapeuten. 1971 gründete er auf einem neuen Anwesen in Sherborne, Gloucestershire, die International Academy for Continuous Education. Dort fanden neun Monate dauernde Intensivkurse statt, welche wieder auf den Ideen Gurdjieffs verbunden mit Praktiken aus dem Sufismus und anderen Traditionen basierten.

## Werke (in deutscher Übersetzung)
- Subud. Reichl, Remagen 1958, ISBN 3-87667-003-9
- Gurdjieff heute. Seine Botschaft für ein neues Zeitalter. Neue Epoche, o. O. ca. 1974; Bruno Martin, Frankfurt am Main 2. A. 1977, ISBN 3-921786-07-X
- Gurdjieff. Der Aufbau einer neuen Welt. Aurum, Freiburg im Breisgau 1976
- Harmonische Entwicklung. Bruno Martin, Salzhausen 1982, ISBN 3-921786-29-0
- Sex und spirituelle Transformation. Bruno Martin, Frankfurt am Main 1976; Chalice, Xanten 2012, ISBN 978-3-942914-06-2
- Arbeit an sich selbst. Psychologie für eine mögliche Entwicklung des Menschen. Bruno Martin, Frankfurt am Main 3. A. 1977
- Eine spirituelle Psychologie. Die Suche nach der Wirklichkeit. Bruno Martin, Frankfurt am Main 1977; Chalice, Zürich 2007, ISBN 978-3-905272-69-7
- Ein anderes Bild Gottes. Bruno Martin, Frankfurt am Main 1977
- Energien – materiell, vital, kosmisch. Bruno Martin, Frankfurt am Main 1977, ISBN 3-921786-05-3
- Transformation: Die Kunst, sich zu wandeln. Ahorn, München 1978; Chalice, Xanten 2013, ISBN 978-3-942914-10-9
- Die Meister der Weisheit. Aurum, Freiburg im Breisgau 1979; Chalice, Zürich 2007, ISBN 978-3-905272-66-6
- Hasard. Risiko als kreative Herausforderung. Bruno Martin, Frankfurt am Main 1979
  - Neuausgabe als: Risiko und Freiheit. Hasard – das Wagnis der Verwirklichung. Chalice, Zürich 2004, ISBN 3-905272-70-9
- Gurdjieff entschlüsselt. Die innere Bedeutung von Gurdjieffs „Beelzebubs Erzählungen“. Bruno Martin, Frankfurt am Main 1981
- Der Sufi-Weg heute. Interviews und Informationen. Bruno Martin, Südergellersen 1983, ISBN 3-921786-31-2
- Die inneren Welten des Menschen. Bruno Martin, Südergellersen 1984; Chalice, Zürich 2009, ISBN 978-3-905272-68-0
- Das Durchqueren des großen Wassers: Die Geschichte einer Suche. Autobiografie. Ahorn, Oberbrunn 1984; Chalice, Xanten 2011, ISBN 978-3-942914-02-4
- Eine lange Pilgerreise. Leben und Lehre von Sri Govindananda Bharati, bekannt als der Shivapuri Baba. Bruno Martin, Südergellersen 1985, ISBN 3-921786-43-6
- Gurdjieff. Ursprung und Hintergrund seiner Lehre. Sphinx, Basel 1989; Heyne, München 1997
- Der grüne Drache. Das Herz der Sufi-Lehre (engl. Intimations). Bruno Martin, Südergellersen 1993; Chalice, Zürich 2007, ISBN 978-3-905272-65-9
- Nahrung, Beitrag in: Der Pfad der Kichererbse. Chalice, Xanten 2013, ISBN 978-3-942914-20-8
- Monsieur Gurdjieff und seine Idioten – Paris 1949. Aus den Tagbüchern und Memoiren zweier Reisender in die Wirklichkeit, Mitautorin: Elizabeth Bennett. Chalice, Xanten 2016, ISBN 978-3-942914-14-7
- Die sieben Linien der spirituellen Arbeit. Von der harmonischen Entwicklung des Menschen. Chalice, Xanten 2016, ISBN 978-3-942914-16-1